# Kikinda
Kikinda (in serbo Кикинда?; in ungherese Nagykikinda; in romeno Chichinda Mare; in tedesco Großkikinda) è una città e un comune del distretto del Banato Settentrionale nel nord-est della provincia autonoma della Voivodina, al confine con la Romania.